# Agency Township (Iowa)
Pour les articles homonymes, voir Agency Township.
Agency Township est un township du comté de Wapello en Iowa, aux États-Unis,.
Il est fondé en 1851.

## Source de la traduction
- (en) Cet article est partiellement ou en totalité issu de l’article de Wikipédia en anglais intitulé « Agency Township, Wapello County, Iowa » (voir la liste des auteurs).